# Нурбек Холмухамматов
Нурбек Холмухамматов (нар. 13 липня 1992) — узбецький борець греко-римського стилю, срібний та бронзовий призер чемпіонатів Азії.

## Життєпис
Боротьбою почав займатися з 2004 року.
Виступав за спортивне товариство «Динамо» Ташкент. Тренер — Хакім Накібов.

## Спортивні результати на міжнародних змаганнях

### Виступи на Чемпіонатах світу
| Змагання                        | Збірна     | Вагова категорія                 | Місце |
| ------------------------------- | ---------- | -------------------------------- | ----- |
| Чемпіонат світу з боротьби 2013 | Узбекистан | греко-римська боротьба, до 66 кг | 23    |
| Чемпіонат світу з боротьби 2015 | Узбекистан | греко-римська боротьба, до 71 кг | 17    |

### Виступи на Чемпіонатах Азії
| Змагання                       | Збірна     | Вагова категорія                 | Місце  |
| ------------------------------ | ---------- | -------------------------------- | ------ |
| Чемпіонат Азії з боротьби 2013 | Узбекистан | греко-римська боротьба, до 66 кг | 11     |
| Чемпіонат Азії з боротьби 2015 | Узбекистан | греко-римська боротьба, до 71 кг | Бронза |
| Чемпіонат Азії з боротьби 2016 | Узбекистан | греко-римська боротьба, до 71 кг | Срібло |

### Виступи на інших змаганнях
| Змагання                                                     | Збірна     | Вагова категорія                 | Місце |
| ------------------------------------------------------------ | ---------- | -------------------------------- | ----- |
| Турнір Вехбі Емре 2013                                       | Узбекистан | греко-римська боротьба, до 66 кг | 12    |
| Турнір Івана Піддубного 2014                                 | Узбекистан | греко-римська боротьба, до 66 кг | 11    |
| Турнір Вехбі Емре 2014                                       | Узбекистан | греко-римська боротьба, до 66 кг | 11    |
| Золотий Гран-прі з боротьби 2015                             | Узбекистан | греко-римська боротьба, до 71 кг | 13    |
| Турнір Івана Піддубного 2016                                 | Узбекистан | греко-римська боротьба, до 71 кг | 8     |
| Олімпійський кваліфікаційний турнір з боротьби 2016 (Астана) | Узбекистан | греко-римська боротьба, до 66 кг | 8     |